# Szczerbyn (stacja kolejowa)
Szczerbyn (ukr. Щербин, cz. Šerbin) – stacja kolejowa w miejscowości Wołosianka, w rejonie użhorodzkim, w obwodzie zakarpackim, na Ukrainie. Położona jest na linii Sambor – Czop.

## Historia
Przed II wojną światową istniał w tym miejscu przystanek kolejowy. W okresie przynależności tych terenów do Czechosłowacji nosił nazwę Šerbin. Wówczas pomiędzy nim a stacją Sianki znajdowała się jeszcze stacja Užok, położona przy granicy państwowej, po jej czechosłowacko/węgierskiej stronie (współcześnie niestniejąca).